# 81
Glej tudi: število 81
81 (LXXXI) je bilo navadno leto, ki se je po julijanskem koledarju začelo na ponedeljek.

## Dogodki
- 1. januar

## Smrti
- 13. september - Tit Flavij, 10. cesar Rimskega cesarstva (* 39)